# Betty Mitchell
Betty Mitchell (* 4. Mai 1896 in Sandusky, Ohio; † 10. September 1976 in Calgary) war eine kanadische Regisseurin und Theaterleiterin.
Mitchell kam mit ihrer Familie sechzehnjährig nach Kanada. Sie besuchte die Normal School in Calgary und studierte später Botanik an der University of Alberta. Hier wirkte sie an studentischen Theateraufführungen mit. In Calgary beteiligte sie sich an der Gründung der Theatergruppen The Green Room Club (1930) und Side Door Playhouse (1932). Eine studentische Aufführung von Thornton Wilders Our Town unter ihrer Leitung bewog den Leiter des Cleveland Playhouse, Barclay Leathem, sie für ein Stipendium der Rockefeller-Stiftung zu nominieren, das sie für eine professionelle Theaterausbildung an der University of Iowa nutzte. Nach dem Abschluss des Studiums 1944 ermöglichte ihr das Cleveland Playhouse eine Reise durch die USA, bei der sie professionelle Theater und Laientheater kennenlernte.
Nach ihrer Rückkehr nach Calgary wurde sie zunächst Beraterin, später Leiterin der von drei ihrer ehemaligen Schüler (Kaye Grieve, Betty Valentine und Frank Glenfield) gegründeten Theatergruppe Workshop 14, mit der sie zwischen 1949 und 1959 mehrere Preise bei den Dominion Drama Festivals gewann. 1958 verlieh ihr die University of Alberta einen Ehrendoktortitel. 1962 wurde im Allied Arts Centre das Betty Mitchell Theatre gegründet, aus dem später Calgarys erstes professionelles Theater hervorging. 
Ein zweites Theater, das Mitchells Namen trug, wurde 1982 im Southern Alberta Jubilee Auditorium gegründet. Seit 1998 vergeben die professionellen Bühnen von Calgary jährlich die Betty Mitchell Awards.